# Partido Socialista da Guiné-Bissau
Partido Socialista da Guiné-Bissau (PSBG) é um partido político de Guiné-Bissau fundado em 1994, mas só participou de alguma eleição dez anos depois, ou seja, em 2004. Em todas as eleições que participou, 2004 e 2008 (na eleição de 2012 foi desqualificado pelo Supremo Tribunal de Justiça), não conseguiu passar de 0,5% dos votos. No golpe militar de 2012, o PSBG apoiou a intervenção militar.